# 長谷村 (新潟県)
長谷村（ながたにむら）は、かつて新潟県刈羽郡にあった村。

## 沿革
- 1889年（明治22年）4月1日 - 町村制施行に伴い刈羽郡長嶺村、後谷村が合併し、長谷村が発足。
- 1899年（明治32年）4月14日 - 刈羽郡二田村と合併し、二田村を新設して消滅。